# Manuel Marcos
Manuel Marcos Carvalho de Mesquita (Tianguá, 7 de maio de 1972), é um pastor evangélico da Igreja Universal do Reino de Deus e político brasileiro, filiado ao Republicanos.
Nas eleições de 2018, foi eleito deputado federal pelo Acre. Manuel ficou até 5 de novembro de 2020 quando foi cassado pela Câmara Federal acusado de abuso de poder econômico.